# 苍绿绢蒿
苍绿绢蒿（学名：Seriphidium fedtschenkoanum）是菊科绢蒿属的植物。分布于俄罗斯以及中国大陆的新疆、甘肃等地，生长于海拔1,500米的地区，常生于草甸地区、干山坡、河漫滩、半荒漠草原、荒地、低丘和路旁等，目前尚未由人工引种栽培。